# Buy.com Tour 2001
De Buy.com Tour 2001 was het 12de seizoen van de opleidingstour van de PGA Tour en het tweede seizoen onder de naam Buy.com Tour. Het seizoen begon met de Florida Classic, in maart 2001, en eindigde met het Buy.com Tour Championship, in oktober 2011. Er stonden 28 toernooien op de agenda.

## Kalender
| Data  | Data  | Toernooi                     | Plaats                        | Winnaar                                               | Score                                                 | Score                                                 | Info                                                  |
| ----- | ----- | ---------------------------- | ----------------------------- | ----------------------------------------------------- | ----------------------------------------------------- | ----------------------------------------------------- | ----------------------------------------------------- |
| 08-03 | 11-03 | Florida Classic              | Gainesville, Florida          | Chris Couch                                           | 269                                                   | –15                                                   |                                                       |
| 15-03 | 18-03 | Monterrey Open               | Monterrey, Mexico             | Deane Pappas                                          | 271                                                   | –17                                                   |                                                       |
| 29-03 | 01-04 | Louisiana Open               | Broussard, Louisiana          | Paul Claxton                                          | 271                                                   | –17                                                   |                                                       |
| 19-04 | 22-04 | Arkansas Classic             | Hot Springs Village, Arkansas | Brett Quigley                                         | 276                                                   | –12                                                   | Nieuw toernooi                                        |
| 26-04 | 29-04 | Charity Pro-Am at the Cliffs | Greenville, South Carolina    | Jonathan Byrd                                         | 269                                                   | –19                                                   |                                                       |
| 10-05 | 13-05 | Carolina Classic             | Raleigh, North Carolina       | John Maginnes                                         | 269                                                   | –15                                                   |                                                       |
| 10-05 | 13-05 | Virginia Beach Open          | Virginia Beach, Virginia      | Trevor Dodds po                                       | 206                                                   | –10                                                   | 54-holes (regenweer)                                  |
| 17-05 | 20-05 | Richmond Open                | Richmond, Virginia            | Chad Campbell                                         | 263                                                   | –21                                                   |                                                       |
| 31-05 | 03-06 | Steamtown Classic            | Scranton, Pennsylvania        | Jason Hill                                            | 272                                                   | –8                                                    |                                                       |
| 07-06 | 10-06 | Canadian PGA Championship    | Toronto, Ontario              | Richard Zokol                                         | 271                                                   | –17                                                   | Nieuw toernooi; opgericht in 1912                     |
| 14-06 | 17-06 | Greater Cleveland Open       | Concord, Ohio                 | Heath Slocum                                          | 267                                                   | –21                                                   |                                                       |
| 21-06 | 24-06 | Dayton Open                  | Dayton, Ohio                  | Todd Barranger                                        | 262                                                   | –26                                                   |                                                       |
| 28-06 | 01-07 | Knoxville Open               | Knoxville, Tennessee          | Heath Slocum                                          | 265                                                   | –23                                                   |                                                       |
| 05-07 | 08-07 | Hershey Open                 | Hershey, Pennsylvania         | John Rollins po                                       | 273                                                   | –11                                                   |                                                       |
| 12-07 | 15-07 | Wichita Open                 | Wichita, Kansas               | Jason Dufner                                          | 266                                                   | –22                                                   |                                                       |
| 19-07 | 22-07 | Siouxland Open               | Dakota Dunes, South Dakota    | Pat Bates                                             | 273                                                   | –15                                                   |                                                       |
| 26-07 | 29-07 | Ozarks Open                  | Springfield, Missouri         | Steve Haskins                                         | 131                                                   | –15                                                   | 36-holes (regenweer)                                  |
| 02-08 | 05-08 | Omaha Classic                | Omaha, Nebraska               | Heath Slocum                                          | 266                                                   | –22                                                   |                                                       |
| 09-08 | 12-08 | Fort Smith Classic           | Fort Smith, Arkansas          | Jay Delsin po                                         | 263                                                   | –25                                                   |                                                       |
| 16-08 | 19-08 | Permian Basin Open           | Odessa, Texas                 | Chad Campbell                                         | 264                                                   | –24                                                   |                                                       |
| 29-08 | 02-09 | Utah Classic                 | Salt Lake City, Utah          | David Sutherland                                      | 272                                                   | –16                                                   |                                                       |
| 06-09 | 09-09 | Tri-Cities Open              | Richland, Washington          | Guy Boros                                             | 274                                                   | –14                                                   |                                                       |
| 13-09 | 16-09 | Oregon Classic               | Eugene, Oregon                | Geannuleerd vanwege de aanslagen op 11 september 2001 | Geannuleerd vanwege de aanslagen op 11 september 2001 | Geannuleerd vanwege de aanslagen op 11 september 2001 | Geannuleerd vanwege de aanslagen op 11 september 2001 |
| 20-09 | 23-09 | Boise Open                   | Boise, Idaho                  | Michael Long                                          | 270                                                   | –14                                                   |                                                       |
| 27-09 | 30-09 | Inland Empire Open           | Rancho Cucamonga, Californië  | D.A. Points                                           | 267                                                   | –21                                                   |                                                       |
| 04-10 | 07-10 | Monterey Peninsula Classic   | Moreno Valley, Californië     | Chad Campbell                                         | 280                                                   | –8                                                    |                                                       |
| 23-10 | 26-10 | Shreveport Open              | Shreveport, Louisiana         | Pat Bates                                             | 268                                                   | –20                                                   |                                                       |
| 25-10 | 28-10 | Buy.com Tour Championship    | Dothan, Alabama               | Pat Bates                                             | 284                                                   | –4                                                    |                                                       |